# Người Ba Tư
Người Ba Tư là một dân tộc thuộc nhóm người Iran, những người nói tiếng Ba Tư hiện đại và có liên quan chặt chẽ về ngôn ngữ lẫn sắc tộc với người Iran địa phương. Nguồn gốc của họ bắt nguồn từ các dân tộc Iran cổ đại, bản thân họ là một phần của nhánh Ấn-Iran thuộc nhóm dân tộc Ấn-Âu lớn hơn.
Thuật ngữ "người Ba Tư" (persian) trong hệ thống ngôn ngữ châu Âu bắt nguồn từ Persis, một vùng đất nằm ở phía bắc vịnh Ba Tư, là nơi mà Cyrus Đại đế đã thành lập nên Đế quốc Achaemenes, thống nhất tất cả các vương quốc Iran khác (chẳng hạn như Đế quốc Media) và mở rộng ảnh hưởng văn hóa và xã hội Ba Tư bằng cách sáp nhập Đế quốc Babylon và Đế quốc Lydia. Mặc dù không phải là đế chế đầu tiên tại Iran, nhưng nhà Achaemenes là đế chế Ba Tư đầu tiên được các sử gia phương Tây lẫn Ba Tư công nhận vì ảnh hưởng văn hóa, quân sự và xã hội của nó vượt xa các nền văn minh cùng thời như Athena, Ai Cập, Libya.

## Lịch sử
Theo một số quyển sử do người Âu viết, những người Ba Tư đã bắt đầu thành lập một đế quốc riêng của mình từ hai Vương quốc Đông Ba Tư (Parsua) và Tây Ba Tư (Anshan) do nhà Achaemenes (690–328 trước Công nguyên) trị vì. Nhà Achaemenes thuộc sắc tộc Ba Tư của người Aryan xuất phát từ khu vực tỉnh Pars của Iran ngày nay. Trong nghiên cứu lịch sử Đế quốc Ba Tư cổ đại, người ta thường bị lệ thuộc nhiều vào các nhà sử học Hy Lạp cổ đại, điển hình như các tác phẩm kinh điển của Herodotos và Xenophon. Số là người Ba Tư xưa chỉ thể hiện lòng sùng kính các vị vua của họ qua việc cúng tế tông miếu, chứ không viết sách vở gì cả.
Tuy nhiên, một số người có tư tưởng "Đại dân tộc Iran", liệt một số triều đại người ngoại quốc vào lịch sử Iran. Theo cách nhìn này đế quốc Ba Tư được khởi đầu với những người Media, sau khi họ cùng với người Babylonia tiêu diệt đế quốc Assyria, và khởi lập đế quốc Media. Vua xứ Anshan là Cyrus II (khoảng năm 575 - 529 trước Công Nguyên), tức Cyrus Đại Đế, lên nối ngôi vào năm 559 trước Công Nguyên) và đánh bại vua Media là Astyages tại Ecbatana, thống nhất hai dân tộc Ba Tư và Media thành một Đế quốc Achaemenes vào năm 550 trước Công Nguyên. Với chiến thắng hiển hách này, người Ba Tư trở thành bá chủ của châu Á, vì họ là nỗi sở hãi của các lân bang hùng mạnh. Dường như Cyrus Đại Đế đã chinh phạt một Vương quốc lân cận và giết cả vua nước ấy. Ông cũng thực hiện chiến thuật xuất sắc và giành chiến thắng vang dội, chinh phạt được Đế quốc Lydia vào nam 547 trước Công Nguyên. Sau đó, ông tiêu diệt được Đế quốc Tân Babylonia, rôi đưa người Do Thái trở về Jerusalem. Ông lập nên một Đế quốc Thế giới đầu tiên và để lại tiếng vang cho đến ngày nay. Đế quốc Ba Tư trở thành đế quốc huy hoàng nhất trong mọi quốc gia châu Á đương thời, do đó nhân dân tôn vinh Cyrus Đại Đế là vị "Quốc tổ" của họ.

### Đế quốc Achaemenes
Nhà Achaemenes nước Ba Tư, thuộc tộc người Aryan. Vị vua đầu tiên được biết đến của triều đại này có tên là Hakhamanish, khởi đầu huyền thoại. Tên ông bị các sử gia Cổ Hy Lạp đọc trại và Hy Lạp hóa thành Achaemenes, vì thế triều đại này có tên nhà Achaemenes trong tiếng Anh. Bi văn của Hoàng đế Darius Đại Đế có ghi nhận về gia phả của Hoàng gia Achaemenes, và: "Tất cả chúng ta đều là hậu duệ của vua Achaemenes. Hoàng gia ta từ lâu đã danh giá. Hoàng gia ta từ lâu đã xưng đế xưng vương". Một "huyền thoại về người sáng lập" cho thấy vua Achaemenes được một con đại bàng nuôi nấng. Nhưng Hoàng đế Cyrus Đại Đế không ghi nhận về ông trong phần gia phả trên Trụ Cyrus, và ông có thể là thần thoại. Song, Hoàng đế Xerxes Đại Đế sau này có đề cập đến ông. Xứ của ông có tên là Parsumash, nay ở miền tây nam Iran, tỉnh Pars. Ông không hùng mạnh lắm, nên phải chịu làm chư hầu của xứ Elam gần bên.
Các vua Ba Tư buổi đầu có lẽ là những vị tiểu vương cai trị như những vị thủ lĩnh bộ lạc. Vua Achaemenes qua đời năm 681 TCN. Con là vua Cishpish (Hy Lạp hóa thành, và thường được sách Anh Pháp viết là Teispes) nối ngôi. Vào năm 655 TCN, Teispes chiếm được nước lân bang là Parsua. Sau đó ông chia vương quốc của mình ra làm hai: xứ Parsua cho con trưởng là Ariaramnes, xứ Parsumash cho con thứ là Cyrus I. Hai vua này lên ngôi năm 652 TCN, Cyrus I làm chư hầu của anh. Một tu sĩ có tiên đoán với vua Cyrus I về việc con cháu ông sẽ lên làm vua của cả thế giới, và điều này sẽ trở thành hiện thực với Hoàng đế Cyrus Đại Đế về sau.
Xứ Parsumash cũng có tên gọi là xứ Anshan. Trong Trụ Cyrus của Hoàng đế Cyrus Đại Đế, các vua Teispes, Cyrus I và Cambyses I đều được gọi là "Đức Vua xứ Anshan". Tài liệu của Đế quốc Tân Assyria có ghi lại năm 647 TCN có sứ giả của vua Anshan là Cyrus I vào chầu. Vua Ariaramnes truyền ngôi cho con là vua Arsames. Vua Arsames là cha của quan Tổng trấn Hystaspes, và là ông nội của Hoàng đế Darius I sau này. Có lẽ cựu vương Arsames và quan Tổng trấn Hystaspes còn sống khi Darius I lên ngôi Hoàng đế Ba Tư vào năm 521 TCN.
Vào năm 625 TCN, một dân tộc Aryan ở phía bắc Ba Tư là người Media thoát được ách đô hộ của người Scythia, giành lại toàn bộ đất nước. Dưới triều vua Cyaxares, Đế quốc Media trở nên hùng cường. Dần dần, các xứ Elam, Parsua và Anshan đều thành thuộc quốc của Đế quốc Media. Vua xứ Anshan là Cambyses I hẳn là có tài ngoại giao, và ông được vua nước Media là Astyages gả con gái là công chúa Mandane cho. Mandane sinh được một người con kỳ tài là vua Cyrus Đại đế trong tương lai. Do được báo mộng là Hoàng tử Cyrus sẽ cướp ngôi vua nước Media, vua Astyages đã truyền lệnh cho giết ông, nhưng một vị thống soái là Harpagus đã cứu ông. Đây là một huyền thoại về vị vua sáng lập Ba Tư, được Herodotos ghi nhận.
Thế nhưng, theo nhà sử học Ctesias thì vua Cyrus II không phải là cháu ngoại của vua Astyages, cũng không phải là một thành viên của Hoàng gia Achaemenes, nhưng có xuất thân bình dân, thuộc về bộ lạc của người Mardioi. Theo đó, khi mẹ ông là Argoste có mang, bà mộng thấy con mình sẽ làm "tai to mặt lớn" ở châu Á. Sinh ra, Cyrus vào cung hầu hạ vua Astyages. Ông dần dần được nhà vua sủng ái, nhưng sau này ông khởi nghĩa lật đổ nhà vua, và lên ngôi vua nước Ba Tư và Media. Ghi nhận của Ctesias khó có thể tin được, vì nhà sử học Herodotos và tư liệu bằng chữ tượng hình Ba Tư đều ghi nhận ông thuộc dòng dõi nhà Achaamenes - Vương triều đang trị vì bộ lạc của người Ba Tư ở Pasargadae.
Hoàng đế Darius Đại Đế - một vị vua có tài tổ chức và quân sự - đã tiến hành cải tổ Đế quốc, và là vị vua châu Á đầu tiên tiến hành chinh phạt châu Âu. Hoàng đế Xerxes Đại Đế kéo đại quân đánh vào phương Tây, giành nhiều chiến thắng vang dội nhưng sau đó bại trận rút quân. Kể từ sau khi Hoàng đế Cyrus Đại Đế chinh phạt Đế quốc Babylon (538 TCN), các vị vua nhà Achaemenes xưng hiệu "Vua của các vị vua". 
Đế quốc Ba Tư kéo dài từ năm 550 TCN cho đến khi quân Macedonia của vua Alexandros Đại Đế đánh bại Hoàng đế Darius III, rồi chinh phạt luôn cả Đế quốc vào năm 328 TCN. Trong suốt thời gian đó, Đế quốc Ba Tư là đế quốc hùng mạnh nhất và rộng lớn nhất trong thế giới cổ đại.
Đế quốc Achaemenes là Đế quốc thế giới đầu tiên trong lịch sử, với 200 tồn tại dưới thời trị vì của các vị Hoàng đế. Là một dân tộc sùng đạo, người Ba Tư thiết kế và xây nên nhiều thành phố nguy nga tráng lệ. Trong lịch sử Trung Đông, Đế quốc của họ là Đế quốc đầu tiên thống nhất cả khu vực này thành một Nhà nước có tổ chức. Dưới triều vua Xerxes Đại Đế, có biết bao nhiêu dân tộc sinh sống trong Đế quốc này.

### Đế quốc Parthia
Đế quốc này do vua Arsaces I sáng lập, gắn liền với nhà Arsaces  có nguồn gốc từ Parthia (đại khái ở tây bộ Khurasan, thuộc miền đông bắc Iran). Sau đó là một satrapy (tỉnh) trong cuộc nổi loạn chống lại đế chế Seleukos. Mithridates I của Parthia (rc 171-138 BC) đã mở rộng đế chế bằng cách chiếm lấy Media và Lưỡng Hà từ vương quốc Seleukos. Ở thời đỉnh cao, Đế chế Parthia trải dài từ phía bắc của sông Euphrates, nay là phía đông Thổ Nhĩ Kỳ, tới phía đông Iran. Đế quốc nằm trên tuyến đường tơ lụa giữa Đế chế La Mã ở lưu vực Địa Trung Hải và nhà Hán ở Trung Quốc, nhanh chóng trở thành một trung tâm buôn bán và thương mại.
Là triều đại lấn chiếm đất và kế tục nhà Seleukos cùng với một số diadochi (sứ quân của Macedonia - Hy Lạp) khác, các vua Parthia, khác với các diadochi, trở thành triều đại bản xứ của dân Iran, mặc dù họ yêu thích nền văn minh Hy Lạp đến mức tự nhận là philhellenes (bạn của những người Hy Lạp) trên những đồng tiền mà họ ban hành. Các nhà vua triều đại Arsacid đã sử dụng danh hiệu là "Vua của các vua", như một tuyên bố là người thừa kế thực sự đế chế Achaemenid, họ chấp nhận nhiều vị vua địa phương như các chư hầu lệ thuộc sẽ phải trực do chính quyền Trung ương chỉ định, mặc dù phần lớn đều tự trị, hay là các phó vương. Triều đình đã chỉ định một số lượng nhỏ các phó vương, chủ yếu là bên ngoài Iran, nhưng các satrapies này nhỏ hơn và ít mạnh mẽ hơn so với những người cai trị địa phương dưới thời Achaemenid. Với việc mở rộng quyền lực của Arsacid, chính quyền trung ương đã chuyển từ Nisa, Turkmenistan tới Ctesiphon dọc theo sông Tigris (phía nam Baghdad, Iraq), mặc dù một số nơi khác cũng từng là thủ đô.
Những văn liệu còn tồn tại được của triều đại này rất hiếm. Nhiều điều chúng ta biết được về họ ngày nay chỉ hoàn toàn dựa vào các tài liệu của người Hy Lạp, La Mã hoặc Trung Quốc.
Những kẻ thù đầu tiên của đế quốc Parthia là vương quốc Seleukos ở phía tây và người Scythia ở phía đông. Tuy nhiên, vì Parthia mở rộng về phía tây, họ bước vào cuộc xung đột với Vương quốc Armenia, và cuối cùng Cộng hòa La Mã. Rome và Parthia đã cạnh tranh với nhau để thiết lập các vị vua của Armenia là các chư hầu của mình. Người Parthia đã đánh bại Marcus Licinius Crassus trong trận Carrhae năm 53 trước Công nguyên, và trong năm 40-39 trước Công nguyên, lực lượng Parthia chiếm được toàn bộ vùng Cận Đông - ngoại trừ Týros - từ những người La Mã. Tuy nhiên, Mark Antony đã dẫn đầu một cuộc phản công chống lại Parthia và một số hoàng đế La Mã đã xâm chiếm Lưỡng Hà trong cuộc chiến tranh La Mã-Parthia. Người La Mã chiếm được thành phố Seleucia và Ctesiphon nhiều lần trong những cuộc xung đột. Những cuộc nội chiến giữa những người tranh đoạt ngai vàng của Parthia đã tỏ ra nguy hiểm hơn các thế lực ngoại xâm, và quyền lực của Parthia biến mất khi Ardashir I, vua chư hầu của Estakhr ở Fars, nổi dậy chống lại triều đại Arsaces và giết chết vị vua cuối cùng của họ, Artabanus IV, trong năm 224 CN. Ardashir đã thành lập Đế chế Sassanid, cai trị Iran và phần lớn vùng Cận Đông cho đến khi những cuộc chinh phục Hồi giáo xảy ra vào thế kỷ thứ 7, mặc dù vậy triều đại Arsaces vẫn tồn tại thông qua triều đại Arsaces của Armenia.

## Thành tựu

### Phát minh
Người Ba Tư đã từng xây dựng những "chiếc tủ lạnh" lớn, có hình nón để chứa thức ăn. Họ gọi chúng là Yakhchāl (tiếng Ba Tư: یخچال) trong tiếng Ba Tư (có nghĩa là hầm trữ lương thực lạnh). Ngoài việc chứa thức ăn, người Ba Tư cũng dùng chúng để chứa đá (băng) trong mùa hè nóng nực.
Hầu hết những chiếc hầm này đều có cửa sổ thông gió và hoạt động như một chiếc tủ lạnh thực sự. Điều này có nghĩa rằng "tủ lạnh" của người Ba Tư được thiết kế để không khí được đưa vào làm mát đi, trong khi đó không khí nóng sẽ được đưa ra ngoài. Để làm ra những chiếc ‘tủ lạnh’ này, người Ba Tư dùng hỗn hợp làm từ cát, đất sét, lòng trắng trứng, chanh, lông dê. "Tủ lạnh" này còn có cả một hệ thống rãnh thu nước để thu nước và giúp làm lạnh nước vào ban đêm – khi mà nhiệt độ ở vùng sa mạc giảm xuống rất nhiều so với nhiệt độ ban ngày. Đá, thức ăn và "tủ lạnh" chỉ được dùng để phục vụ cho hoàng gia chứ không dành cho dân thường.